# 2261 Кілер
2261 Кілер (2261 Keeler) — астероїд головного поясу, відкритий 20 квітня 1977 року.
Тіссеранів параметр щодо Юпітера — 3,400.